# Entosphenus similis
Entosphenus similis is een kaakloze vissensoort uit de familie van de prikken (Petromyzontidae). De wetenschappelijke naam van de soort is voor het eerst geldig gepubliceerd in 1979 door Vladykov & Kott.